# Eriodon longipes
Eriodon longipes là một loài rêu trong họ Brachytheciaceae. Loài này được R.S. Williams mô tả khoa học đầu tiên năm 1927.